# 国連宇宙空間平和利用委員会
国連宇宙空間平和利用委員会（こくさいれんごううちゅうくうかんへいわりよういいんかい、英: United Nations Committee on the Peaceful Uses of Outer Space、COPUOS）は、スプートニクが打ち上げられた直後の1958年に暫定的に発足した国際連合の委員会である。1959年の国際連合決議「宇宙空間の平和利用に関する国際協力」1472 (XIV)で、常設委員会として正式に設立された。
COPUOSの任務は、「宇宙空間の研究に対する援助、情報の交換、宇宙空間の平和利用のための実際的方法及び法律問題の検討を行い、これらの活動の報告を国連総会に提出すること」である。下には科学技術小委員会と法律小委員会という2つの小委員会が設置されている。
COPUOSは、以下の5つの条約及び協定を監督している。
- 宇宙条約
- 宇宙救助返還協定
- 宇宙損害責任条約
- 宇宙物体登録条約
- 月その他の天体における国家活動を律する協定

## 構成国
COPUOSには、現在84カ国が参加し、国際連合で最も大きな委員会の1つとなっている。
最後に新規加盟が行われた2016年時点での加盟国は以下のとおりである。
（アルファベット順）
- アルバニア
- アルジェリア
- アルゼンチン
- アルメニア
- オーストラリア
- オーストリア
- アゼルバイジャン
- ベルギー
- ベラルーシ
- ベナン
- ボリビア
- ブラジル
- ブルガリア
- ブルキナファソ
- カメルーン
- カナダ
- チャド
- チリ
- 中国
- コロンビア
- コスタリカ
- キューバ
- チェコ
- エクアドル
- エジプト
- エルサルバドル
- フランス
- ドイツ

- ハンガリー
- ガーナ
- ギリシャ
- インド
- インドネシア
- イラン
- イラク
- イスラエル
- イタリア
- 日本
- ヨルダン
- カザフスタン
- ケニア
- レバノン
- リビア
- ルクセンブルク
- マレーシア
- メキシコ
- モンゴル
- モロッコ
- オランダ
- ニュージーランド
- ニカラグア
- ニジェール
- ナイジェリア
- オマーン
- パキスタン
- ペルー

- フィリピン
- ポーランド
- ポルトガル
- カタール
- 韓国
- ルーマニア
- ロシア
- サウジアラビア
- セネガル
- シエラレオネ
- スロバキア
- 南アフリカ共和国
- スペイン
- スリランカ
- スーダン
- スウェーデン
- スイス
- シリア
- タイ
- チュニジア
- トルコ
- アラブ首長国連邦
- イギリス
- アメリカ合衆国
- ウクライナ
- ウルグアイ
- ベネズエラ
- ベトナム

（計84ヵ国）
2021年の法律小委員会では、この分野の国際的な第一人者である青木節子慶應義塾大学大学院法務研究科教授が日本人として初めて議長を務めた。
このほか2017年6月に開催された会議において、朝鮮民主主義人民共和国によって申請されていたオブザーバー参加が承認されている。